# Xã Muhlenberg, Quận Pickaway, Ohio
Xã Muhlenberg (tiếng Anh: Muhlenberg Township) là một xã thuộc quận Pickaway, tiểu bang Ohio, Hoa Kỳ. Năm 2010, dân số của xã này là 901 người.